# Compton (Sussex de l'Ouest)
Pour les articles homonymes, voir Compton.
Compton est un village et une paroisse civile du Sussex de l'Ouest, en Angleterre. Il est situé dans les South Downs, à 13 km au nord-ouest de la ville de Chichester. Administrativement, il relève du district de Chichester. Au recensement de 2011, il comptait 463 habitants.